# 1973 en journalisme
Cet article présente les faits marquants de l'année 1973 en journalisme.

## Évènements
- 18 avril : création du journal Libération[1].